# Jüdischer Friedhof (Buk)
Koordinaten: 52° 21′ 5,4″ N, 16° 32′ 25,3″ O

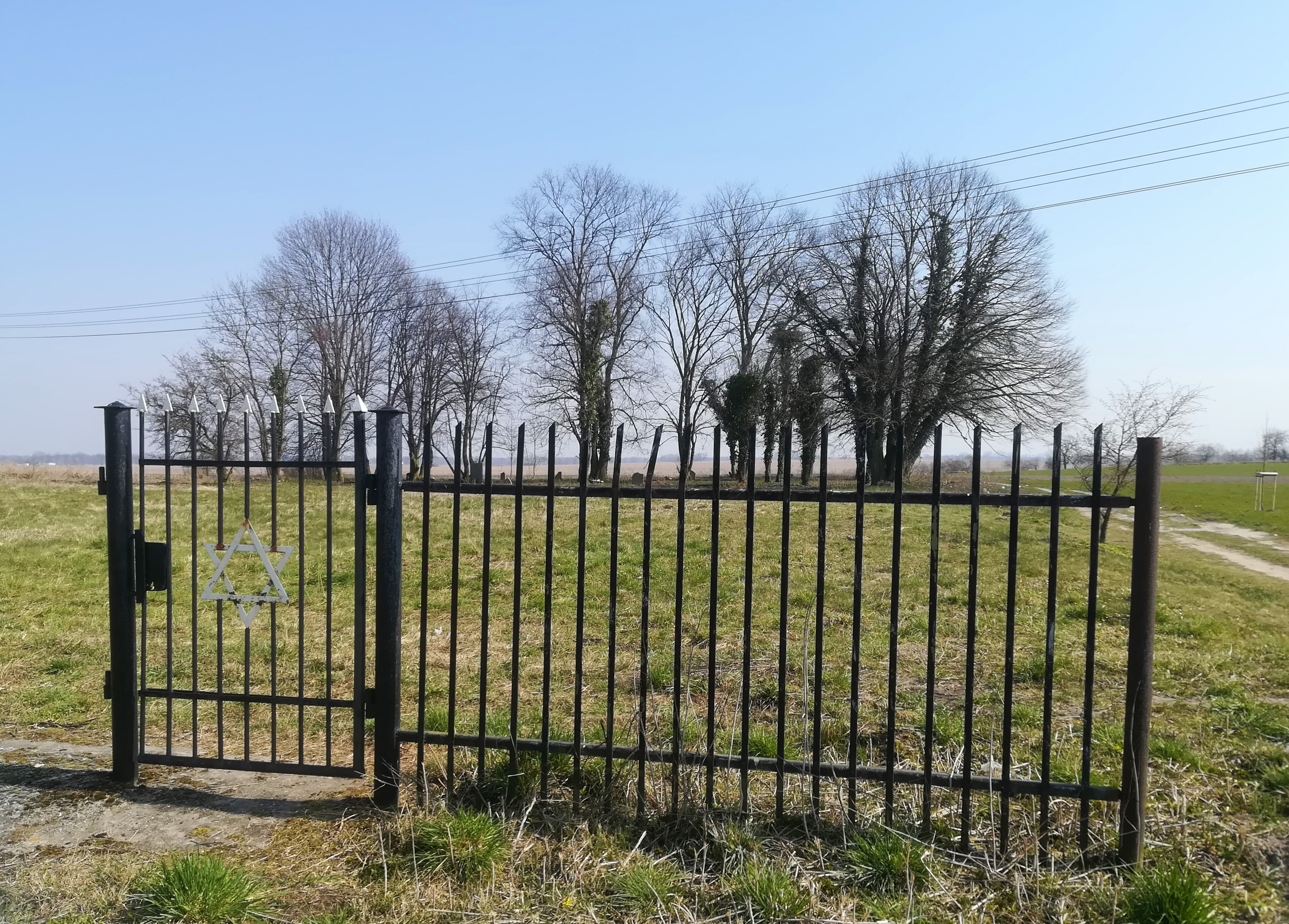
Der Eingang zum Friedhof

Der Jüdische Friedhof Buk ist ein jüdischer Friedhof in der polnischen Stadt Buk im Powiat Poznański in der Woiwodschaft Großpolen.
Im Jahr 1808 lebten 118 Juden in Buk, 1840 waren es 241 und 1880 waren es 266. Anfang des 18. Jahrhunderts formierte sich eine jüdische Gemeinde und 1846–1847 wurde eine Synagoge errichtet. 
Um die Mitte des 19. Jahrhunderts wurde wahrscheinlich der Friedhof angelegt. Er liegt eineinhalb Kilometer von der Stadt entfernt in Wielka Wieś. Während des Zweiten Weltkriegs wurde er zerstört. Nach dem Krieg kümmerte sich niemand um den Friedhof, es wurden vielmehr weiter Zerstörungen vorgenommen. Im Jahr 1988 erhielt er dank der Stiftung der Familie Nissenbaum eine Umzäunung und wurde wieder hergerichtet. Es sind aber nur wenige Grabsteine erhalten.